# (36549) 2000 QP99
2000 QP99 (asteroide 36549) é um asteroide da cintura principal. Possui uma excentricidade de 0.17660280 e uma inclinação de 3.68988º.
Este asteroide foi descoberto no dia 28 de agosto de 2000 por LINEAR em Socorro.